# Svastică
Svastică (sanscrită - suastika), scris uneori și zvastică, este un simbol originar din jainism, fiind o cruce echilaterală cu brațele îndoite la jumătate în unghi drept, în sens orar sau antiorar. De obicei este orientată astfel încât toate liniile principale să fie orizontale, dar se găsesc și variante în care este rotită cu 45 de grade. Versiunea hindusă este adesea decorată cu un punct în fiecare sfert, deși varianta fără punct este considerată cea oficială în hinduism.

Svastică decorativă în formă hindusă.

## Generalități
Svastica este cel mai sfânt simbol non-silabic (vezi și om) în hinduism. Prin extensie, jainismul și budismul folosesc acest simbol. În Occident este mai ales cunoscut ca emblemă generală a mișcării fasciste și naziste. 
Se pare că a fost utilizată pentru prima dată de locuitorii Eurasiei. Cele mai timpurii apariții ale svasticii în arheologie se găsesc pe scară largă în context simbolic ritualic în mai multe artefacte de lut din numeroase situri din Europa neolititică, mai precis in Vechea Europă, localizată în spațiul danubiano-pontic, incluzând culturile pre-indo-europene Vinča - Turdaș Tartaria și Cucuteni. Cu toate acestea, a fost adoptată în culturile vechi americane, aparent independent. Astăzi, svastica este folosită des în ceremoniile religioase și civile din India. Majoritatea templelor indiene, căsătoriile, festivalurile și sărbătorile au ca decorațiune svastica. La începutul secolului al XX-lea era utilizată pe larg în întreaga lume, fiind privită ca simbol aducător de noroc. Svastica a apărut pe cotorul unor cărți ale scriitorului anglo-indian Rudyard Kipling și a fost folosită de Robert Baden-Powell ca simbol al cercetașilor.
Prin anii 1870, svastica a ajuns binecunoscută în Europa prin descoperirile arheologice ale lui Heinrich Schliemann, cel care a găsit simbolul în situl vechii cetăți a Troiei și cel care a asociat-o cu vechile migrații ale popoarelor indo-europene (ariane) .
După apariția Partidului Nazist (Partidul Muncitoresc German Național-Socialist, NSDAP), svastica a fost asociată, însă, în cea mai mare parte a lumii occidentale cu fascismul, rasismul, nazismul, Al Doilea Război Mondial și Holocaustul. Utilizarea de către naziști derivă de la mișcarea naționalistă germană timpurie völkisch, pentru care svastica era un simbol al identității „ariane”, concept pe care teoreticieni ca Alfred Rosenberg l-au echivalat cu rasa nordică, „rasa dominantă”, cu originea în Europa de Nord. Svastica a rămas până în zilele noastre un simbol de bază al grupărilor neo-naziste și este afișată de grupări radicale pentru a demonstra un comportament presupus nazist față de organizații și persoane rivale.
După sfârșitul celui de-Al Doilea Război Mondial, utilizarea svasticii a fost descurajată în lumea occidentală. Diferite persoane și grupuri au avut tentative, deocamdată eșuate, de a-i învăța pe occidentali să privească originile preistorice ale svasticii făcând abstracție de recenta ei asociere cu nazismul. În ziua de azi, utilizarea svasticii este interzisă în majoritatea statelor, iar în România se pedepsește cu până la 6 ani de închisoare.

## Etimologie și nume alternative

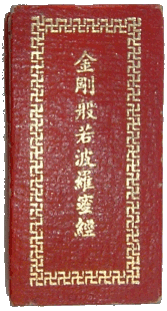
Svastici decorative pe Sutra Diamantului

Cuvântul svastica își are originea în sanscrită , suastika, însemnînd orice obiect benefic sau aducător de noroc și în particular un semn făcut pe obiecte și persoane pentru noroc. Este format din su- (înrudit cu ευ- din greacă), care înseamnă „bine, bun” și asti un rezumat verbal a rădăcinii ca „a fi”; astfel suasti înseamnă „a fi bine, stare bună”. Sufixul -ka formează un diminutiv, și svastika putînd fi tradus efectiv prin „obiect mic asociat cu a fi bine”, în mare „porte-bonheur” sau „obiect aducător de noroc” . Sufixul -tika înseamnă și semn; de aceea, în India se mai folosește pentru svastică numele alternativ shubhtika (semn bun). Cuvântul apare pentru prima dată în sanscrita veche (în epopeile Ramayana și Mahabharata). 
Printre ortografierile alternative ale cuvântului sanscrit în engleză se numără suastika și svastica. Iată câteva nume alternative pentru formă:
- păianjenul negru – la popoarele din Europa Centrală și de Vest;
- cruce îndoită;
- cruce cu colțuri – în heraldică ( Winkelmaßkreuz în germană);
- cruce gammadion, tetragammadion sau doar gammadion, pentru că fiecare braț seamănă cu litera greacă Γ (gamma)(croiz gammée în franceza veche și croix gammée în franceză; cruz gamada în spaniolă);
- fylfot, care înseamnă „patru picioare” – în special în heraldică și arhitectură (vezi și Fylfot);
- cruce încârligată (în limbile germanice și de influență germanică – germană: Hakenkreuz, olandeză: hakenkruis, islandeză: Hakakross, norvegiană: Hakekors, suedeză: Hakkors, finlandeză: hakaristi, italiană: croce uncinata);
- roata soarelui (germană Sonnenrad), denumire folosită ca sinonim pentru crucea soarelui;
- tetraskelion, greacă „cu patru picioare”;
- Ciocanul lui Thor, din presupusa asociere cu Thor, zeul trăsnetului din mitologia nordică, dar care poate fi o folosire greșită a numelui care desemnează de fapt simbolul în formă de Y sau de T (a se vedea Thomas Wilson, subsol);
- crucea fulgerului (letonă: perkonkrusts).

## Istoric

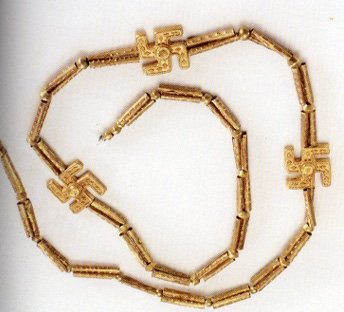
Acest colier iranian a fost descoperit la Kaluraz, Guilan, datând din primul mileniu al e.n., Muzeul Național al Iranului.

Svastica apare în artă și în simboluri preistorice sau în diverse alte contexte: noroc, soarele, Brahma, în conceptul hinduist de samsara. În antichitate, svastica a fost folosită mult, printre alții, de hitiți , celți și greci. Apare și în alte culturi din Asia, Europa, Africa și America – uneori ca motiv geometric, alteori ca simbol religios.
În zilele noastre, ca întotdeauna, svastica este un simbol sacru în hinduism, budism și jainism.
Ubicuitatea svasticii a fost explicată prin trei teorii principale: dezvoltare independentă, difuziune culturală și evenimente externe. Conform primei teorii, simetria și simplitatea svasticii a dus pretutindeni la apariția ei independentă, fie ca urmare a inconștientului colectiv (concept elaborat de Jung), fie ca simplu simbol. 

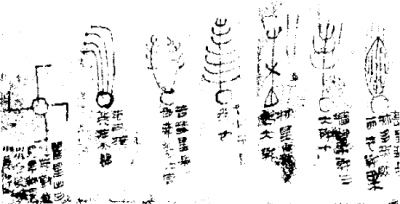
Parte a Atlasului de mătase al cometei – perioada dinastiei Han

O altă explicație este sugerată de Carl Sagan în cartea sa Cometa. Sagan reproduce un străvechi manuscris chinezesc care arată variante ale cozii cometelor: cele mai multe sunt variații ale unei cozi simple, dar ultima înfățișază nucleul cometei, cu patru brațe îndoite prelungite din el, imagine care amintește de svastică. Sagan sugerează că în antichitate o cometă ar fi putut ajunge atât de aproape de Pământ, încât jeturile de gaz izvorâte din ea, deviate de rotația cometei, ar fi devenit vizibile, ducând la adoptarea svasticii ca simbol în întreaga lume. 
Teoriile originii unice pentru acest simbol sacru preistoric îi indică pe proto-indo-europeni, susținînd că svastica nu a fost adoptată de Sumer în Mesopotamia, care nu a luat naștere înainte de 3500 î.e.n., și de vechiul regat al Egiptului, începînd din 2630 î.e.n., argumentînd că acestea erau deja bine consolidate și definite în momentul răspândirii simbolului. Ca argument ex silentio, acest punct de vedere are puțină valoare ca dovadă în sprijinul teoriei. 
Simbolul svasticii este sacru în hinduism, budism și jainism, ambele avînd apariția datată cu aproximație în secolul al VI-lea î.e.n. Budismul, în special, s-a bucurat de un mare succes, răspândindu-se spre est și prinzînd rădăcini în Asia de Sud-Est, China, Corea și Japonia până la sfârșitul primului mileniu. 
Utilizarea svasticii de religia Bön originară din Tibet, ca și de religii sincretice, cum ar fi Cao Dai din Vietnam și Falun Gong din China, este considerată, de asemenea, un împrumut din budism. Similar, existența svasticii ca simbol solar al civilizației Akan din Africa de Sud-Vest ar putea fi rezultatul unui transfer cultural între centrele negoțului de sclavi africani în jurul anului 1500. 

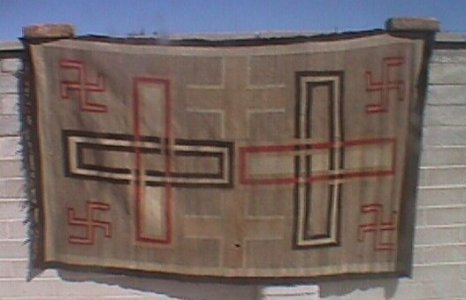
Țesătură Navajo

Existența svasticii ca simbol pe continentul american lansează o provocare la adresa teoriei difuziunii. În timp ce unii au avansat ideea că svastica a fost transferată, în secret, în America de Nord de o civilizație antică de navigatori din Eurasia, o dezvoltare separată, dar paralelă a simbolismului religios este considerată a fi explicația cea mai plauzibilă. 
Indiferent de origini, în general, svastica a avut conotații pozitive în istoria timpurie a omenirii, cu excepții mai ales în Africa și America de Sud.

### Adoptarea svasticii în Occident

Svastica neagră pe fond alb, simbol al Germaniei naziste

Descoperirea grupului de limbi indo-european în anii 1790 a întețit efortul arheologilor de a lega preistoria popoarelor europene de cea a arienilor (indo-iranieni). Ca urmare a descoperirii, printre ruinele Troiei a unor obiecte purtând svastică, Heinrich Schliemann s-a consultat cu doi sanscritologi proeminenți din vremea sa, Emile Burnouf și Max Müller, ajungînd la concluzia că svastica a fost un simbol specific indo-european. Ulterior, descoperirea motivului svasticii printre rămășițe hitite și ale vechiului Iran au părut să confirme teoria. Ideea a fost preluată de numeroși scriitori și svastica a devenit populară în Occident, apărând în multe forme, din anii 1880 până prin anii 1920. Din 1917 a apărut și pe bancnotele rusești.
Sensul religios al svasticii a fost deturnat la începutul secolului al XX-lea când a fost adoptat ca emblemă a Partidului Muncitoresc German Național-Socialist (NSDAP). Această asociere a avut loc deoarece nazismul afirma că arienii au fost strămoșii germanilor moderni și, datorită acestui lucru, cucerirea lumii de către Germania ar fi fost dorită și chiar predestinată. Svastica a fost folosită ca un simbol convenabil menit să sublinieze corespondența mitică arian-german. De la Al doilea război mondial încoace, unii occidentali văd în svastică doar un simbol nazist, ceea ce conduce la presupuneri incorecte despre folosirea pre-nazistă și la confuzii în legătură cu statutul ei sacru, religios, în hinduism.

## Svastica în România
Pe teritoriul României, cele mai vechi semne ale svasticii au fost găsite în Transilvania, la Bod (Brenndorf), lângă Brașov, la Turda, dar și în alte localități, datând din epoca pietrei. Cultul svasticii a continuat să existe și în Dacia Romană. Astfel, pe o inscripție a cohortei Dacice I, Aelia Dacorum, se găsește semnul svasticii cu brațele spre răsărit. Ea a continuat să fie păstrată de popor de-a lungul timpului și putea fi găsită pe monumente, pe cusăturile naționale, pe podoabele bisericești vechi. Acoperământul mormântului Mariei de Mangop, a doua soție a lui Ștefan cel Mare, din 1477, este împodobit cu svastici. Ele se găseau și pe pictura bisericii Trei-Ierarhi din Iași.
Din 1918, svastica devine simbolul mișcărilor antisemite în Germania, Austria și în alte țări. În România, a fost semnul Ligii Apărării Național Creștine a profesorului A. C. Cuza, și a Partidului Național Creștin de sub conducrea lui Cuza și a lui Octavian Goga. Din păcate, sensul inițial al acestui frumos simbol al vieții a fost "deturnat" de către nazism și hitlerism, iar svastica nazistă a devenit simbolul mișcării național-socialismului. Astăzi svastica este un simbol blamat și interzis, fiind un simbol indubitabil al identității naziste.

## Svastica în Rusia

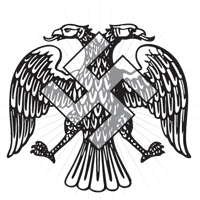
1917 - Svastica în Rusia

În perioada 1917 - 1920, guvernul bolșevic care l-a înlăturat pe țarul Nicolae al II-lea a emis bancnote pe care se afla și svastica. Până în 1920 pe uniformele Armatei Roșii se găsea și svastica. Din 1921 svastica este folosită și de Germania nazistă.
În cultura rusă, zvastica deține un loc special. Ea poate fi găsită în aproape toate categoriile de artă populară rusă, în broderie și țesături, în sculptură și pictură pe lemn, ceramică, în religia ortodoxă, pe prosoape, draperii, șorțuri, fețe de masă, curele, tricouri, cufere, tapițerie, bijuterii.
În prezent, naționaliștii ruși și neopagânii utilizează în mod activ simbolul "Kolovrat", care este considerat având origini "străvechi slavo-păgâne". Lucru cu care istoricul și etnograful rus Roman Bagdasarov nu este de acord.